# Чолус
Чолус — река в России, протекает по Лешуконскому району Архангельской области. Устье реки находится в 171 км по левому берегу реки Кыма. Длина реки составляет 52 км.
Имеет левый приток — реку Тёмную.

## Данные водного реестра
По данным государственного водного реестра России относится к Двинско-Печорскому бассейновому округу, водохозяйственный участок реки — Мезень от истока до водомерного поста у деревни Малонисогорская. Речной бассейн реки — Мезень.
Код объекта в государственном водном реестре — 03030000112103000045524.